# Seggiano
Seggiano là một đô thị ở tỉnh Grosseto thuộc vùng Tuscany, nằm ở vị trí cách khoảng 100 km về phía nam của Florence và khoảng 40 km về phía đông bắc của Grosseto. Tại thời điểm ngày 31 tháng 12 năm 2004, đô thị này có dân số 982 người và diện tích là 49,6 km².
Seggiano giáp các đô thị sau: Abbadia San Salvatore, Castel del Piano, Castiglione d'Orcia.
Gần Seggiano là "Giardino di Daniel Spoerri", một vườn điêu khắc của nghệ sĩ Daniel Spoerri.